# 岡本新吾
岡本 新吾（おかもと しんご、1958年6月2日 - ）は、元競輪選手。現在は競輪評論家。和歌山県出身。日本競輪学校（当時。以下、競輪学校）第42期卒業。現役時は日本競輪選手会和歌山支部所属。師匠は山本博章（17期）。

## 戦績
和歌山県立伊都高等学校在学中、1975年に開催された第47回選抜高等学校野球大会に出場している。
その後競輪学校の適性試験に合格し同校へ入学。同期に中里光典、八倉伊佐夫らがいた。在校成績89位で卒業し、1978年10月8日富山競輪場のでデビューし4着。初勝利は同年11月3日の玉野競輪場。
2001年11月17日、43歳5ヶ月15日の年齢で迎えた別府競輪場で行なわれた開設記念前節決勝において、小野俊之と同着ながらも優勝を果たし、松本整が2003年6月17日に行なわれた富山競輪場開設記念決勝戦において44歳28日で優勝するまで、記念競輪における最年長優勝記録を保持していた。
また2005年9月23日、47歳3ヶ月21日の年齢で迎えたホームバンクの和歌山競輪場で行なわれたS級決勝で優勝し、2006年9月1日に伊藤公人が更新するまでS級戦における最年長優勝記録も保持していた。
2013年11月に地元の和歌山競輪場での開催で引退することを表明し、11月8日の第4R・A級チャレンジ選抜戦3着を最後のレースとした。
同年11月12日、選手登録消除。通算成績2820戦402勝。
現在は和歌山競輪アドバイザー及び、同競輪中継の解説者。